# Tây Hồ, Nam Xương
Tây Hồ (tiếng Trung:西湖区, Hán Việt: Tây Hồ khu) là một quận của địa cấp thị Nam Xương (南昌市), tỉnh Giang Tây, Cộng hòa Nhân dân Trung Hoa. Quận này có diện tích 39,2 km2, dân số năm 2004 là 460.000 người. 

## Hành chính
Tây Hồ được chia ra làm 12 đơn vị hành chính cấp hương, gồm 11 nhai đạo và 1 trấn
- Nhai đạo: Nam Phố (南浦街道), Triều Dương Châu (朝阳洲街道), Quảng Nhuận Môn (广润门街道), Tây Hồ (西湖街道), Hệ Mã Thung (系马桩街道), Thằng Kim Tháp (绳金塔街道), Đinh Công Lộ (丁公路街道), Nam Trạm (南站街道), Đào Nguyên (桃源街道), Thập Tự (十字街街道), Triều Nông (朝农街道)
- Trấn: Đào Hoa (桃花镇)